# Megachile parallela
Megachile parallela är en biart som beskrevs av Smith 1853. Megachile parallela ingår i släktet tapetserarbin, och familjen buksamlarbin. Inga underarter finns listade i Catalogue of Life.